# Robot Face
<|°_°|> (ook bekend onder de naam Robot Face of Robot) is het derde album van de electroswing-groep Caravan Palace die uitgegeven werd op 16 oktober 2015.
Sinds 5 mei 2023 is het nummer "Lone Digger" platinum gecertificeerd door de RIAA. Zoals het er in maart 2024 voor staat, heeft de geanimeerde muziekvideo, die een gewelddadig bar gevecht weergeeft in een stripclub die antropomorfische dieren huisvest, meer dan 400 miljoen weergaven op YouTube. Hiermee is dit het meest bekeken nummer van Caravan Palace. Het nummer kwam ook voor in de 2022 Disney film Strange World.

## Tracks
| 1.                 | Lone Digger                               | 3:49 |
| 2.                 | Comics                                    | 3:32 |
| 3.                 | Mighty (featuring JFTH)                   | 3:21 |
| 4.                 | Aftermath                                 | 3:05 |
| 5.                 | Wonderland                                | 3:10 |
| 6.                 | Tattoos                                   | 3:27 |
| 7.                 | Midnight                                  | 3:25 |
| 8.                 | Russian                                   | 4:01 |
| 9.                 | Wonda                                     | 3:44 |
| 10.                | Human Leather Shoes for Crocodile Dandies | 4:33 |
| 11.                | Lay Down                                  | 3:08 |
| Totale duur: 39:15 |                                           |      |